# Akile Bonito Oliva
Akile Bonito Oliva (ital. Achille Bonito Oliva; 4. novembar 1939) je poznati italijanski kritičar umetnosti, teoretičar umetnosti i profesor Istorije savremene umetnosti na rimskom univerzitetu La Sapienza. Najpoznatiji je po formulisanju i afirmisanju pojma i pravca transavangarde, bio je i kao direktor 45. Venecijanskog bijenala (1993) i dobitnik je brojnim međunarodnih nagrada za umetničku kritiku.

## Transavangarda
Transavangarda je italijanski (globalni) umetnički pokret kasnih sedamdesetih i osamdesetih godina dvadesetog veka. Sam termin je Oliva osmislio i primenio prvi put u katalogu izložbe Le Stanze (Sobe) koju je organizovao 1979. godine. Oliva incidentni karakter tadašnje mlade italijanske umetnosti i njenu značenjsku hermetičnost konceptualizuje kroz pojam transavangarde. Reč je o jednom nesvakidašnjem misliocu, koji u godinama kada aktuelna teorija proglašava „krizu“, „smrt“ umetnosti, revitalizuje umetničku scenu, preispitujući vrednosti klasičnih medija u novim uslovima. 

## Dela
- Dela načinjena u umetnosti (1979)
- (1980)
- (1980)
- Umetnički san: Između avangarde i transavangarde (1981)
- Internacionalna transavangarda (1982)
- Italijanska i američka transavangarda (1982)
- Avangarda – Transavangarda 1968–1977. (1982)
- (1984)
- Novo italijansko slikarstvo (1985)
- (1986)
- Nadumetnost (1988)
- Drugačiji duh u savremenoj umetnosti (1989)
- Nove umetničke teritorije – Evropa/Amerika (1992)
- Predmeti u smeni (1996)
- Američki grafiti (1997)
- Fathi Hassan, Contenitori di sogni (2000)
- Fathi Hassan, Luigi Meneghelli, (2000)
- Umetnička plemena (2001) itd.